# Bourne (Oregon)
Bourne (korábban Cracker City) az Amerikai Egyesült Államok északnyugati részén, Oregon állam Baker megyéjében, a Cracker-patak mentén elhelyezkedő kísértetváros.
Az 1902-ben alapított bányászváros névadója Jonathan Bourne, Jr. szenátor. A posta 1895 és 1927 között működött.
A település lakossága 1910-ben 77 fő volt.

## Fordítás
- Ez a szócikk részben vagy egészben  a   Bourne, Oregon című angol Wikipédia-szócikk ezen változatának fordításán alapul.  Az eredeti cikk szerkesztőit annak laptörténete sorolja fel. Ez a jelzés csupán a megfogalmazás eredetét és a szerzői jogokat jelzi, nem szolgál a cikkben szereplő információk forrásmegjelöléseként.